# Distretto di Woroba
Il distretto di Woroba è uno dei quattordici distretti della Costa d'Avorio. Ha per capoluogo la città di Séguéla ed è suddiviso nelle tre regioni di Bafing, Béré e Worodougou.
La popolazione censita nel 2014 era pari a 845.139 abitanti.